# یخبندان استورتین
یخبندان استورتین (انگلیسی: Sturtian glaciation) یک دوره یخبندان، یا شاید یخبندان‌های متعددی در طول دوره کریوژنین است؛ زمانی که زمین یخبندان‌های مکرری در مقیاس بزرگ را تجربه کرد، بوده‌است. مدت زمان یخبندان استورتین به‌طور متفاوتی، با تاریخ‌هایی که از ۷۱۷ تا ۶۴۳ میلیون سال پیش، تعریف شده‌است. Stern et al. place the period at 715 to 680 Ma.
استرن و همکاران این دوره را بین ۷۱۵ تا ۶۸۰ میلیون سال پیش می‌داند.
به گفتهٔ ایلز و یانگ، «سنگ‌های یخبندان به‌طور برجسته در چینه‌نگاری نئوپروتروزوئیک جنوب شرقی استرالیا و شمال کوردیلرای کانادایی ظاهر می‌شوند. توالی یخبندان استورتین (حدود ۷۴۰ میلیون سال) به‌طور غیرقابل انطباق بر روی سنگ‌های گروه بورا قرار گرفته‌است.» جانشینی استورتین شامل دو توالی اصلی دیامکتیت-گل سنگی است که چرخه‌های پیشروی و عقب‌نشینی یخبندان را نشان می‌دهد. از نظر چینه‌شناسی با گروه راپیتان آمریکای شمالی همبستگی دارد.
نام استورتین از استورت تیلیت گرفته شده‌است که در دره رودخانه استورت در نزدیکی ارتفاعات بلیو، استرالیای جنوبی قرار گرفته‌است.
مورین رویش در شمال نروژ ممکن است در این دوره نهشته شده باشد.